# فرانسیس اف چن
 فرانسیس اف چن (انگلیسی: Francis F. Chen؛ زاده ۱۸ نوامبر ۱۹۲۹) یک فیزیک‌دان در رشته پلاسما اهل ایالات متحده آمریکا است.